# Święcko

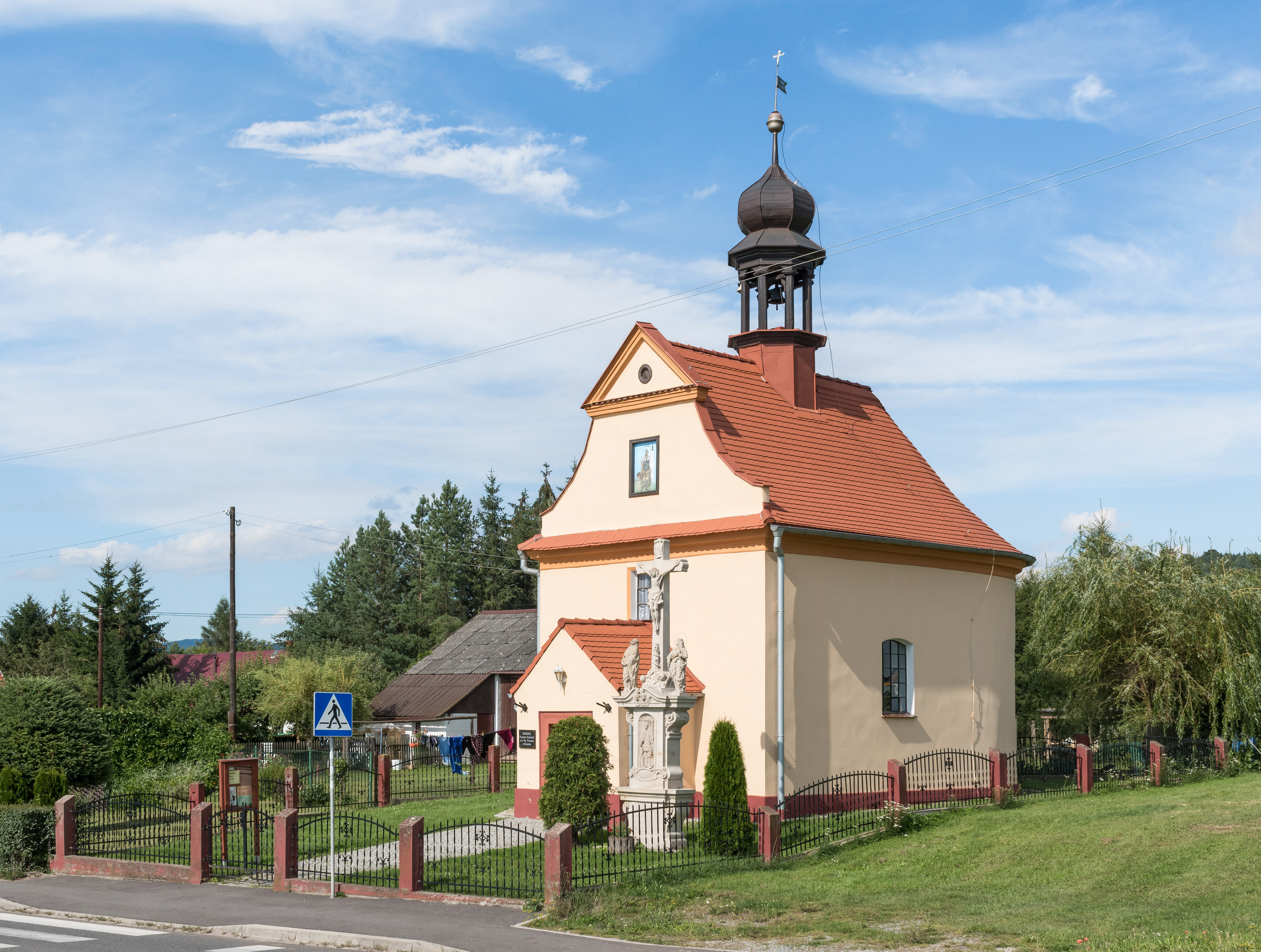
St.-Florians-Kapelle

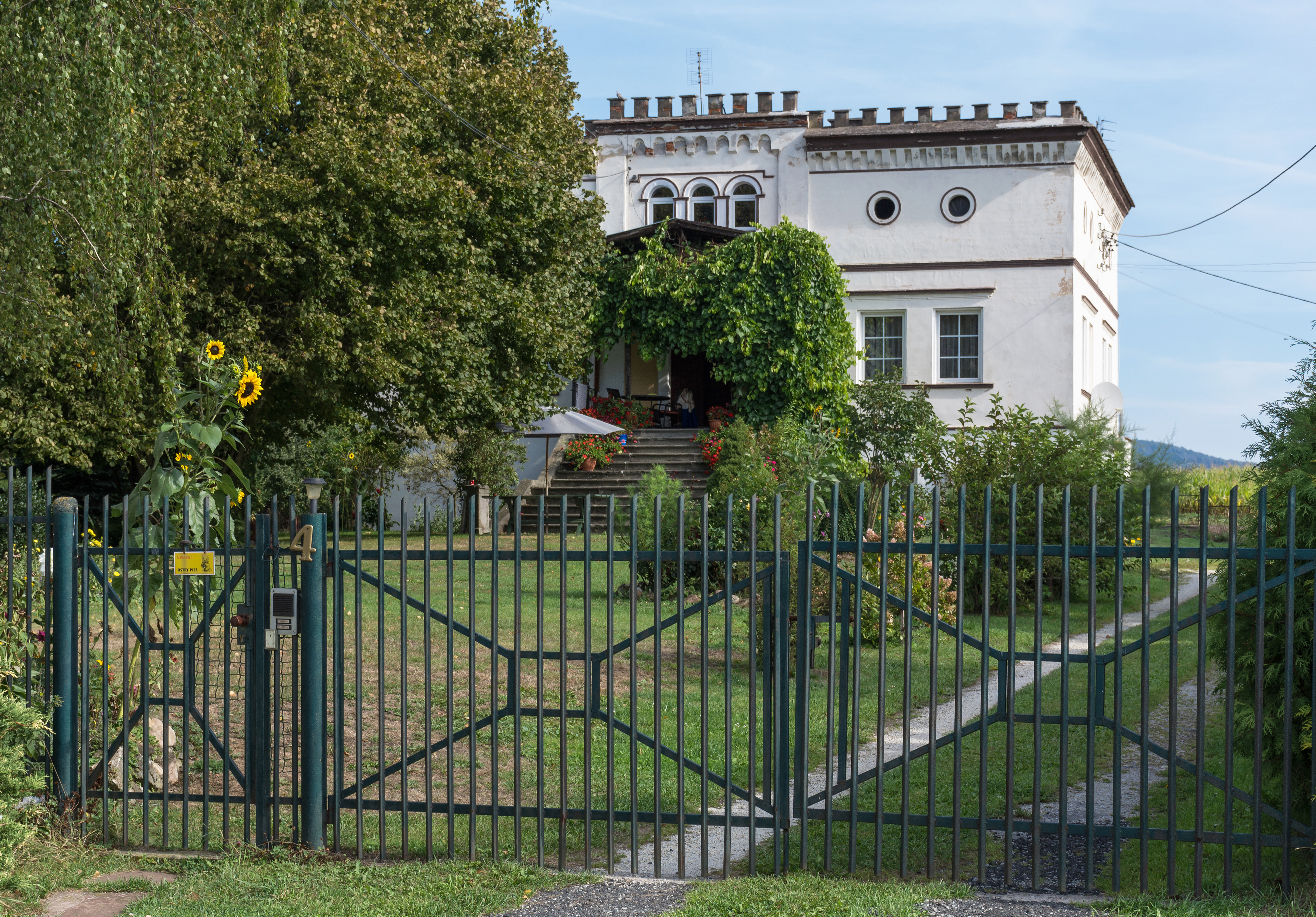
Historischer Gutshof

Święcko (deutsch Schwenz, tschechisch Světsko) ist ein Ort in der Landgemeinde Kłodzko im Powiat Kłodzki der Wojewodschaft Niederschlesien in Polen. Es liegt acht Kilometer nordwestlich von Kłodzko (Glatz).

## Geographie
Święcko liegt im Tal der Steine (polnisch Ścinawka). Südwestlich erhebt sich mit 401 m Höhe der Berg Orla (Georgshöhe). Nachbarorte sind Czerwieńczyce (Rothwaltersdorf) und Bożków (Eckersdorf) im Norden, Wojbórz (Gabersdorf) im Nordosten, Łączna (Wiesau) im Osten, Bierkowice (Birgwitz) und Piszkowice (Pischkowitz) im Süden, Gorzuchów (Möhlten) im Südwesten und Ścinawka Dolna (Niedersteine) im Westen.

## Geschichte
Schwenz wurde erstmals 1352 als „Swencz“ erwähnt. Weitere Schreibweisen waren „Schwencz“ (1357) und 1615 „Schweintz“. Es gehörte zum Glatzer Land, mit dem es die Geschichte seiner politischen und kirchlichen Zugehörigkeit von Anfang an teilte. Es bildete mit dem benachbarten Hohberg (Pagórek) eine Gemeinde und beide waren nach Piszkowitz eingepfarrt. Schwenz bestand zunächst aus zwei Anteilen:
- Zum ersten Anteil gehörte ein Vorwerk, zwei Dienstbauern, sechs Robotgärtner und zwei Häusler sowie ein Kalksteinbruch. Es war ein Lehen der Krone Böhmen und gehörte im 14. Jahrhundert vermutlich den von Rachnau (Rachnaw auch Rachenau). Anfang des 15. Jahrhunderts gelangte es an die von Tschischwitz, denen auch Möhlten gehörte. Nachdem Hans von Tschischwitz, der mit Helena von Pannwitz aus Rengersdorf verheiratet war, 1633 ohne männliche Nachkommen starb, fiel sein Schwenzer Anteil als erledigtes Lehen durch Heimfall an den böhmischen König Ferdinand III. zurück. In dessen Auftrag verkaufte das Glatzer königliche Rentamt 1649 diesen Anteil als Eigentum dem kaiserlichen Rentmeister Johann Christoph Drescher von Kadan.[2][3] Er erbaute den zugehörigen Rittersitz (Vorwerk) neu und verkaufte seinen Schwenzer Besitz 1652 an Maria Johanna, Gräfin von Bubna, geborene Reichserbtruchsässin Gräfin Waldburg-Zeil. Sie war mit Johann Heinrich von Bubna auf Senftenberg in Böhmen verheiratet, dem schon das benachbarte Gut Möhlten gehörte und der von 1649 bis zu seinem Tode 1653 Landeshauptmann der Grafschaft Glatz war. Nach dessen Tod 1653 verehelichte sich seine Witwe mit dem Freiherrn Johann Georg von Morgante auf Schlegel und Volpersdorf. 1660 verkaufte sie ihre Schwenzer Besitzungen an den Freiherrn Johann Arnold von der Hemm. Dessen Sohn Gisbert errichtete auf einem gerodeten Forstgrund in Hoberg ein kleines Vorwerk und legte dort einige Gärtnerstellen an. Regner Franz von der Hemm erwarb 1684 von der kaiserlichen Alienations-Commission das Obergericht über seine Untertanen in Schwenz und Hohberg sowie die hohe Wildbahn.
- Der zweite Anteil gehörte zur Herrschaft Koritau.

Nach dem Ersten Schlesischen Krieg 1742 und endgültig mit dem Hubertusburger Frieden 1763 kam Schwenz zusammen mit der Grafschaft Glatz an Preußen. Nach der Neugliederung Preußens gehörte es ab 1815 zur Provinz Schlesien und wurde 1816 dem Landkreis Glatz eingegliedert, mit dem es bis 1945 verbunden blieb. Für die Zeit um 1800 sind nachgewiesen: Zwei herrschaftliche Vorwerke, ein Kretscham, eine Brauerei, sechs Bauern, und 27 Gärtner und Häusler. 1874 wurde die Landgemeinde Schwenz zusammen mit den Landgemeinden Birgwitz, Möhlten, Pischkowitz, Rauschwitz sowie den Gutsbezirken Birgwitz, Böhmischwinkel, Möhlten, Pischkowitz, Rauschwitz und Schwenz in den Amtsbezirk Pischkowitz eingegliedert.
Als Folge des Zweiten Weltkriegs fiel Schwenz 1945 wie fast ganz Schlesien an Polen und wurde in Święcko umbenannt. Die deutsche Bevölkerung wurde, soweit sie nicht schon vorher geflohen war, 1946 vertrieben. Die neu angesiedelten Bewohner waren teilweise Zwangsumgesiedelte aus Ostpolen, das an die Sowjetunion gefallen war. 1975–1998 gehörte Święcko zur Woiwodschaft Wałbrzych (Waldenburg).

## Sehenswürdigkeiten
- Die dem hl. Florian geweihte Kapelle wurde 1794 errichtet.